# Ратуша Хельсинки
Ратуша Хельсинки (фин. Helsingin kaupungintalo) — главное административное здание города Хельсинки, столицы Финляндии. В здании находятся офисы городской администрации и зал собраний Городского совета, а также культурно-развлекательные учреждения.
Ратуша расположена в центре города, в квартале «Лев», между Сенатской и Рыночной площадями.
Здание построено в 1833 году как гостиница «Сеурахуоне» и являлось важным культурным центром. Гостиница была спроектирована в стиле ампир Карлом Людвигом Энгелем, который также проектировал множество зданий вокруг Сенатской площади.
В парадном зале «Сеурахуоне» прошли многие премьеры в Финляндии - в 1852 здесь была поставлена первая финская опера, а в 1896 представитель мастерской братьев Люмьер продемонстрировал первый в стране фильм.
В годы Первой мировой войны в здании располагался госпиталь для русских моряков.
Город приобрёл здание в 1901 году и планировал снести его, но в итоге его отремонтировали, и в 1932 году там начала работу городская ратуша.
После архитектурного конкурса ратуша была реконструирована в 1965—1970 годах по проекту Аарно Руусувуори. От старого здания остались лишь фасад, колоннада вестибюля и парадный зал. Вначале фасад был типичного для Энгеля бледно-жёлтого цвета, после многочисленных изменений к 1950-м годам он приобрёл нынешний серо-сиреневый цвет.
В здании экспонируется крупная коллекция произведений современного финского искусства.